# Effner
Effner è una comunità non incorporata degli Stati Uniti d'America nella contea di Newton nello Stato dell'Indiana.

## Storia
Effner fu fondata intorno al 1860. Un ufficio postale fu creato ad Effner nel 1899, ma fu chiuso poco dopo nel 1901.